# Raúl Castillo
Raúl Castillo Jr (McAllen, 30 augustus 1977) is een Amerikaans acteur en toneelschrijver.
Castillo werd geboren in de grensstad McAllen in de staat Texas, uit Mexicaanse ouders uit het nabijgelegen Reynosa. Hij heeft een biculturele opvoeding gehad en speelde basgitaar in een punkband terwijl hij op de middelbare school zat. Hij is in 1999 afgestudeerd aan het Boston University College of Fine Arts. In 2002 verhuisde hij naar New York, waar hij aanvankelijk werkte als toneelschrijver. Sinds 2005 is hij vooral theater- en filmacteur, bekend van onder meer de rol Richie Donado Ventura in de televisieserie Looking.

## Filmografie

### Film
Uitgezonderd korte films.
| Jaar | Titel                  | Rol           | Opmerkingen |
| ---- | ---------------------- | ------------- | ----------- |
| 2007 | Amexicano              | Ignacio       |             |
| 2008 | Paraíso Travel         | Carlos        |             |
| 2009 | Don't Let Me Drown     | Alex          |             |
| 2010 | Cold Weather           | Carlos        |             |
| 2012 | Hated                  | Treinreiziger |             |
| 2012 | My Best Day            | Neil          |             |
| 2013 | Bless Me, Ultima       | Andrew        |             |
| 2015 | Sweets                 | Lincoln       |             |
| 2015 | Staring in the Sun     | Sonny         |             |
| 2016 | Special Correspondents | Domingo       |             |
| 2017 | Permission             | Heron         |             |
| 2018 | We the Animals         | Paps          |             |
| 2018 | Unsane                 | Jacob         |             |
| 2019 | El Chicano             | Diego / Pedro |             |
| 2019 | Knives Out             | Cop           |             |
| 2021 | Little Fish            | Ben           |             |
| 2021 | Wrath of Man           | Sam           |             |
| 2021 | Army of the Dead       | Mikey Guzman  |             |
| 2021 | The Same Storm         | Nurse Joey    |             |
| 2021 | Night Teeth            | Jay           |             |
| 2021 | Mother/Android         | Arthur        |             |
| 2022 | Cha Cha Real Smooth    | Joseph        |             |
| 2022 | Hustle                 | Oscar         |             |
| 2022 | The Inspection         | Rosales       |             |
| 2023 | Cassandro              | Gerardo       |             |
| 2024 | Breathe                | Micah         |             |
| 2024 | Smile 2                | Darius        |             |

### Televisie
| Jaar      | Titel               | Rol                        | Opmerkingen                                                  |
| --------- | ------------------- | -------------------------- | ------------------------------------------------------------ |
| 2009      | Nurse Jackie        | Joseph                     | Aflevering: "Nose Bleed"                                     |
| 2009      | Law & Order         | Eddy Blanco                | Aflevering: "Boy Gone Astray"                                |
| 2009      | All My Children     | Carlos                     | 1 aflevering                                                 |
| 2009      | Damages             | Cop                        | Aflevering: "Drive It Through Hardcore"                      |
| 2011      | The Trainee         | Henry Howell / The Trainee | 3 afleveringen                                               |
| 2011–2013 | East WillyB         | Edgar                      | 3 afleveringen                                               |
| 2012      | The Girl            | Grensagent                 | Televisiefilm                                                |
| 2013      | Murder in Manhattan | Nelson                     | Televisiefilm                                                |
| 2013      | Blue Bloods         | Raul                       | Aflevering: "No Regrets"                                     |
| 2014–2015 | Looking             | Richie Donado Ventura      | 14 afleveringen                                              |
| 2015      | Gotham              | Eduardo Flamingo           | Aflevering: "Rise of the Villains: A Bitter Pill to Swallow" |
| 2016      | Looking: The Movie  | Richie Donado Ventura      | Televisiefilm                                                |
| 2016      | Easy                | Bernardo "Bernie"          | Aflevering: "Controlada"                                     |
| 2017      | Riverdale           | Oscar Castillo             | Aflevering: "Chapter Five: Heart of Darkness"                |
| 2017–2018 | Atypical            | Nick                       | 10 afleveringen                                              |
| 2018      | Seven Seconds       | Felix Osorio               | 10 afleveringen                                              |
| 2019      | Vida                | Baco                       | 4 afleveringen                                               |
| 2020      | Ghost Tape          | Oscar                      | 8 afleveringen                                               |

## Theater
| Jaar | Titel                                   | Rol                             | Opmerkingen                                            |
| ---- | --------------------------------------- | ------------------------------- | ------------------------------------------------------ |
| 2000 | Santos & Santos                         | Tomás                           | Nushank Theater Collective                             |
| 2006 | School of the Americas                  | Eerste boswachter van het leger | The Public Theater met LAByrinth Theater Company       |
| 2008 | Flowers                                 | Beto                            | Ensemble Studio Theatre                                |
| 2009 | A Lifetime Burning                      | Alejandro                       | Primary Stages Theater                                 |
| 2009 | References to Salvador Dalí Make Me Hot | Benito                          | New School for Drama Theater met ABroad Studio Company |
| 2012 | Fish Men                                | Rey Reyes                       | Goodman Theater                                        |
| 2012 | Jesus Hopped the 'A' Train              | Angel Cruz                      | New Hazlett Theater                                    |
| 2012 | The Way West                            |                                 | Lark Theater                                           |
| 2013 | Contigo                                 | Tigo                            | The Pershing Square Signature Center                   |
| 2014 | Adoration of the Old Woman              | Ismael                          | INTAR Theater                                          |
| 2014 | Death and the Maiden                    | Gerardo Escobar                 | Victory Gardens Theater                                |